# Titrimetrie
Titrimetria sau volumetria este o metodă de determinare a cantității de constituent analizat (ion, element, substanță compusă), prin măsurarea volumului de soluție de reactiv de concentrație cunoscută (soluție standard), consumat pentru reacția cantitativă. În volumetrie, soluția de reactiv se adaugă în proporție stoechiometrică (echivalentă).

## Noțiuni generale
Titrarea este o operație complexă, desfășurată prin adăugarea de cantități (volume) mici de reactiv în soluția de substanță supusă analizei. Substanța care se analizează poartă denumirea de titrat sau analit, iar reactivul titrant.
În analiza volumetrică se folosesc numai acele reacții care îndeplinesc condițiile:
- sunt cantitative (practic complete) -conform stoechiometriei reacției - și conduc la un produs de reacție stabil, cu compoziție definită și fără reacții secundare;
- decurg cu viteză mare (viteza se poate mări prin ridicarea temperaturii, adăugare de catalizatori):
- punctul de echivalență se poate observa și stabili exact;
- reactivul este stabil în timp.

### Punct de echivalență

Determinarea punctului de echivalenţă se face prin intermediul unui indicator de culoare.La punctul de echivalenţă are loc transformarea rapidă a culorii, schimbare sesizabilă şi cu ochiul liber

Se definește ca fiind momentul titrării care corespunde adăugării exacte a cantității echivalente de reactiv necesare reacției selectate pentru determinare. Momentul în care se percepe o schimbare de natură fizică (culoare, precipitat, fluorescență) se numește punct final al titrării.
Punctul final se poate indica prin:
- Metode vizuale-se folosesc indicatori de unde și denumirea metodei -Titrimetrie chimică
- Metode instrumentale-se folosesc diferite aparate  ce măsoară o anumită mărime fizică ce variază pe timpul titrării.

## Clasificare
- După tipul de echilibru chimic de reacție dintre reactiv și substanța de analizat:
  - Reacții de neutralizare: protometrie - echilibre de transfer de protoni (acidimetrie și alcalimetrie)
  - Reacții cu formare de complecși: complexonometrie- echilibre de complexare
  - Reacții de precipitare, titrimetrie bazată pe precipitare: argentometrie
  - Reacții redox: redoxometrie (iodometrie, permanganometrie, etc.)

- Mediul de reacție
  - Mediu apos -Titrimetrie în mediu apos
  - Mediu anhidru -Titrimetrie în mediu anhidru

- Metodele utilizate pentru evidențierea punctului final
  - Metode vizuale-Titrimetria chimică
  - Metode instrumentale-Titrimetria fizico-chimică

- După modul de desfășurare a titrării
  - Titrare directă- a soluției de analizat cu soluție de concentrație cunoscută;
  - Titrarea indirectă - soluția de analizat nu reacționează cu soluția titrată, de aceea se adaugă în exces o altă soluție titrată ce reacționează cu substanța iar excesul se retitrează cu soluția de concentrație cunoscută;
  - Titrarea prin substituție - soluția de analizat nu reacționează cu soluția de concentrație cunoscută, de aceea se transformă într-o combinație chimică care poate fi apoi titrată cu soluția de concentrație cunoscută.